# Sredna machała
Sredna machała (bułg. Средна махала) – wieś w Bułgarii, w obwodzie Burgas, w gminie Ruen. W 2023 roku liczyła 339 mieszkańców.